# 古葉竹識
古葉 竹識（こば たけし、旧名：古葉 毅（読み同じ）、1936年4月22日 - 2021年11月12日）は、熊本県熊本市西区二本木出身のプロ野球選手（内野手）・コーチ・監督、解説者。
広島東洋カープにて選手として盗塁王を獲得、監督として球団史上初のリーグ優勝・日本一に導いた。
退任後は公益社団法人少年軟式野球国際交流協会理事長、全日本大学軟式野球連盟名誉会長、東京国際大学名誉監督などを務めた。

## 経歴

### プロ入り前
古町国民学校出身。古葉が小学3年生のときに終戦を迎え、焼野原を片付けた場所で地元の子どもたちと野球をした事がきっかけで野球を始める。父は鋳物会社を経営していたが、高校2年のときに父が亡くなったことで経営が傾き裕福な暮らしが一転する。済々黌高校では2年次の1953年、三塁手として春の選抜に出場。1年上のエース山本勘介（のち阪急）の好投もあり準々決勝に進むが、片岡宏雄のいた浪華商に延長13回0-1で敗退。山本以外のチームメイトに二塁手の飽本唯徳がいる。同年には夏の甲子園県予選で準優勝、西九州大会準決勝に進むが佐賀高に敗れる。3年次の1954年夏も西九州大会で鳥栖工に完封負けを喫し、夏の甲子園に届かなかった。
高校卒業後は1955年に専修大学に進学し、同期には後にプロでも同僚となる興津達雄がいた。同年夏休み、母校の済々黌のグラウンドに出向き後輩にプレーを見せていたところ、偶然来校していた日鉄二瀬の濃人渉監督の目にとまり、日鉄鉱業への入社を勧められる。そこで「申し訳ない」と思いながらも専修大学を中退し、日鉄鉱業に入社。日鉄二瀬では1956年から都市対抗に2年連続出場、1957年の大会では1回戦で鐘化カネカロンと対戦し、この試合で日鉄二瀬の村上峻介投手が大会史上初の完全試合を達成している。当時のチームメイトには後にプロ入りする江藤愼一、吉田勝豊、井洋雄らが揃っていた。
1957年12月に同僚である江藤の入団交渉に来ていた広島カープの白石勝巳監督に対し、濃人は古葉を売り込み、古葉は広島へ入団の運びとなった。東映フライヤーズからも誘いがあったが、古葉の選手タイプと選手層が薄く出番が見込めることを踏まえ、濃人は広島を選んだという。なお、この入団契約の席に古葉は参加していなかった。契約当日にぎっくり腰になってしまい、「契約取消になってはまずい。何がなんでも風邪で通そう」と兄が代理で契約にあたった。

### 現役時代
1958年に広島へ入団。春のキャンプでは当時、遊撃手のレギュラーであった米山光男の流れるような守備動作に驚き自信を失いかけるが、白石の「オープン戦で3割打ったら使ってやる」との言葉に発奮。オープン戦で3割近い好成績を残し、同じ新人の小坂佳隆（二塁手）、森永勝治（右翼手）と共にレギュラーを獲得する。8月10日の国鉄戦（広島市民）で金田正一からサヨナラ本塁打を打つも、8月19日の大洋戦で骨折し以降のシーズンを棒に振ったが、それまでほぼフル出場となる88試合に出場した。2年目の1959年には規定打席に到達して打率.229、3年目の1960年には打率.267、1961年には打率.286でリーグ5位に入るなど、2番を任されて年々成績を向上させる。
1963年はオールスターゲームに初めて出場して第3戦でMVPを獲得。オールスター前まで古葉は打率.291であったがこのMVP獲得で勢い付き、8月中旬からの約1ヶ月間で74打数34安打の打率.459の固め打ちで打率を3割3分台に乗せた。その後、7月末の時点で打率を7分以上離されていた長嶋茂雄と熾烈な首位打者争いを演じ、直接対決となった10月6日の巨人戦（広島市民）では8回に10分間だけ古葉.3431、長嶋.3429となって一時首位打者に立ち、同試合終了後も僅か1厘差（長嶋.343、古葉.342）に肉薄する。しかし、同年10月12日の大洋戦で島田源太郎のシュートを顎に受けて負傷退場、下あごの骨は真っ二つに割れた。残り僅か13試合でのアクシデントであり、「俺は球場へ行く。俺を待っているファンのためにどうしても打席に立つ…」と病院のベッドで痛みに耐えつつ呻くように呟いた古葉の元へは、「キミノキモチヨクワカル 1ニチモハヤイゴゼンカイヲイノル」と長嶋から電報が届けられている。この時点で古葉のシーズンは終了して打率.339となり、僅か2厘差の.341で長嶋がタイトルを獲得したが古葉もベストナインに選出された。
1964年には死球の後遺症から投球に恐れを感じ、腰が引けて打撃に支障を来すようになったため前年度、足を活かして面白いようにバント安打を稼いで打率をアップさせたことをヒントに機動力を全面に押すプレースタイルへ移行。打率は.218で打撃成績最下位（30位）と前年度から大きくダウンするも、自己最多の57盗塁を記録し盗塁王に輝いた。1965年以降は二塁手にコンバートし、1968年にも39盗塁で2度目の盗塁王を獲得。古葉のこの機動力重視スタイルへの転換は、後の監督時代のチーム作りの礎となった。
根本陸夫監督とぶつかって出場機会を失いつつあった1970年、野村克也選手兼任監督に請われて、国貞泰汎との交換トレードで城野勝博と共に南海ホークスに移籍。最初は「広島を出るくらいならやめよう」と思っていたが、深見安博一軍打撃コーチに「他のチームの野球を勉強することはプラスになる」とアドバイスされたのが移籍を決めるきっかけとなった。しかし、キャンプ前に中百舌鳥球場でトレーニングとしてバック転をしていた際、鞭打ち症を起こして首を痛め、キャンプでトレーニングが出来ないまま開幕を迎えることになった。鞭打ち症の後遺症で指に麻痺が残り、ゴロを捕球してもグローブの中からボールをこぼしてしまうことなどがあったが、古葉はだましだましプレーを続け、83試合に出場して打率.274を記録する。1971年は後遺症こそ和らいだが48試合の出場に留まり、この年限りで現役を引退した。南海でプレーした2年間は満足な結果を残すことができなかったという。

### 引退後
引退後は南海で二軍守備・走塁コーチ（1972年）→一軍守備・走塁コーチ（1973年）を務め、当時南海の投手であった江本孟紀は「古葉さんは人の良さそうな顔をしてますが、腹は据わっていました。広島監督になる前は南海ホークスの守備コーチだったんですが、僕が先発してノックアウトされた試合。野村さんのリードで打たれ、ベンチに戻って頭に血が上っていてね。ベンチで文句を言ったんです。チームメイトの誰も僕の暴走を止められない中、古葉さんがばっと来て『やめとけよ』。たった一言ですが、『この人、やばいな』とね」と語っている。二軍時代は藤原満・片平晋作・柏原純一を指導し、古葉は「現役時代は一度も2軍に落ちたことがなかったので、若手を鍛える日々はとても新鮮でした」と語っている。一軍に昇格した1973年にはリーグ優勝に貢献し、同年リーグを制した経験から「相手のチームと比較して、自分たちの弱点をどう克服していくか。何が足りないかを考え、改善していく。」という、チーム作りにおいての基本方針を学んだ。
1974年には野村から強く引き留められたが、古葉の大学の先輩かつ広島同期入団の森永勝也監督の要請で古巣・広島に一軍守備コーチとして復帰。1972年オフに自由契約となり、1年間の浪人生活をしていた高橋里志が古葉の誘いで打撃投手に就任した。高橋はシーズン中に投手に復帰し、1977年に20勝14敗で最多勝を獲得した。1975年には15試合で帰国したジョー・ルーツ監督の後を継いで5月に監督に就任し、快進撃を見せ10月15日の巨人戦（後楽園）で球団史上初のリーグ優勝をもたらした。その後も、古葉は機動力を活かした緻密な野球で1979年、1980年、1984年とチームを3度のリーグ優勝・日本一に導いた。古葉は、「山本浩二、衣笠祥雄が中心選手として育っていたので、この2人を中心に、どうチーム作りをするかという考え方ができた。」と述べ、キャンプでの猛練習がカープの代名詞になった。高橋慶彦・山崎隆造・正田耕三をスイッチヒッターに養成し、木下富雄をユーティリティプレイヤーに育てた。高橋は「古葉さんに作られた1番バッターだったんだよ。お互いにユニフォーム脱いでから初めて聞いた巨人の柴田勲さんを見て「いいな」と思ったらしいんだよね。それだけだったみたいよ。柴田さんがいなかったら僕もいなかった。木下さんも挑戦していたんだけど器用すぎみたい。僕みたいな不器用な方が向いてるかもしれない。古葉さんはスイッチヒッターを1番打者に据えたいという夢があったんだろうね。」と述べている。池谷公二郎、川口和久・長嶋清幸も育て、川口は「一言でいえば、選手を大事にする監督。俺は、この人がいなかったら、とても139勝もできなかった。こんなノーコンピッチャーをよく我慢して使ってくれたと思う。」と述べている。高橋は他のコーチの反対を押し切ってショートで使った。北別府学を2年目からローテーションで使いエースへ育て、達川光男を捕手のレギュラーとして抜擢した。大野豊を1人前にしたかったので江夏豊に教えてやってくれと頼み江夏は投球フォームから変化球の投げ方まで個人指導しおかげで江夏が移籍した1981年から大野に抑えを任せることができた。1978年に江夏を取ったのは野村が南海退団するので「自分（江夏）も南海を出る」となって、野村から連絡があり「いい抑え投手だから、取ってたらいいじゃないですか」とすぐオーナーに相談し獲得することが出来た。1982年に1位で獲得した津田恒美には協和醱酵（現：協和キリン）を訪ね「必ず1位で指名するから、他球団にはもう1年、社会人でやりますと言ってくれ」と頼んだ。南海コーチ時代投手だった福士敬章を金城基泰との交換トレードで獲得し移籍2年目の1978年に15勝8敗、1980年は再び15勝6敗とチームの勝ち頭となる活躍を見せリーグ2連覇に貢献した。1982年の津田、1984年の小早川毅彦、1985年の川端順が新人王に選出された。長内孝は1983年に一軍レギュラーになる。苦難の時代を支えたOBの功績を忘れることはなく、「選手たちを指導してほしい」と森永勝也や初代エースの長谷川良平らをグランドに招き、アドバイスをもらい、優勝旅行にも招待した。1985年に勇退した。
勇退後はフジテレビ・日本テレビゲスト解説者（1986年）を経て、1987年、3年連続でBクラスに低迷していた大洋の監督に就任。中部新次郎オーナーから「最低でも5年はやってください」と言われる。広島時代に対戦していた時から明らかな戦力不足を感じており、フロントからは新チーム作りへの熱意と「すべてを任せる」という言葉を得た一方、同一リーグ内での監督復帰であったことから、ファンから手厳しい声もあった。古葉は後年、「私は選手を鍛え直すため、ハードな練習を課しました。「うるさいこと言うなあ」と思われていたことでしょう。しかしカープの選手との違いは明らかでした。例えば広島で「練習の虫」と言われた高橋慶彦選手はティー打撃から強振し、1日に何百スイングもこなしました。一方、大洋の選手は（約200球入る）籠の球を振っただけで、脚が痛いと訴えるケースもありました」と述べている。広島黄金時代の采配を期待されたが、小林正之や寺岡孝、佐野嘉幸、福嶋久晃、中村光良など広島時代のスタッフ陣、広島でのマネジャーだった雑賀幸男、1988年には広島の名スカウト木庭教も招聘した。だが、彼らを引き連れて組閣したことが裏目となり、またその煽りで退団した小谷正勝前投手コーチを関根潤三監督が就任したヤクルトに引き抜かれたことも影響して、新浦壽夫を三星ライオンズから金銭トレード、また選手も広島でプロ生活をスタートした永射保、南海コーチ時代の教え子である片平晋作、池之上格、広島から堀場英孝などを獲得したがチーム成績は低迷、順位は1988年の4位が最高であった。キャンプではボールがバットの芯に当たらないジム・パチョレックに対して「使いものにならん」と切り捨てた。1989年、最下位確実となり球団の事情も変わり公式戦をまだ10試合以上残した10月4日巨人戦（横浜）の試合前に監督室から久野修慈球団社長に電話をかけ辞意を伝えて了承され監督14年目で初めての最下位。「戦力的には最初の年の10月、エースの遠藤一彦投手が脚を故障したのが響きました。大黒柱がいなくなり、本来は先発4、5番手の投手を軸にしなければなりませんでした。野手では外国人はいい打者がいましたが、全体的に「走」「守」の力が足りませんでした」と退任後に語っている。練習の動きを見たらこのポジションは無理だと思える選手がいてカルロス・ポンセを内野から外野、高木豊を遊撃から二塁へコンバート、一塁へ回っていた田代富雄を三塁へ戻した。衰えの見えたベテランの山下大輔の代わりに高橋雅裕を遊撃手に起用するとレギュラーを奪取、1988年は全130試合に出場して打率.293のキャリアハイをマークした。銚子利夫も伸び悩んでいたが5年目の1988年、主に二塁手、三塁手に抜擢されると打率.271、翌89年は.281と期待に応じた。1988年開幕後に斉藤明夫を先発に復活、中山裕章を抑えに回し、斉藤は「古葉監督のおかげで選手寿命が延びたと思っていますよ。」と述べている。1989年は二軍投手コーチの中村がじっくり1年間育て上げた2年目の野村弘を先発ローテに入れ3勝11敗と散々な成績でも使い続け、新人の谷繁元信を開幕から1軍で抜擢した。後に1998年の優勝時の主力となる広島県出身の野村（少年野球時代に古葉の弟・福生の指導を受けた）、谷繁や石井琢朗、進藤達哉、佐々木主浩は木庭が獲得した選手で石井と進藤はドラフト外であった。佐々木以外は古葉の在任時。なお、投手として入団した石井は足の速さとノックでの軽快なグラブさばきが目に付いたという。当時の石井について「内野ならばすぐ使えると思いましたが、投手陣の層が薄く、野手転向はチーム事情が許しませんでした」と述べており、石井は古葉の監督退任後に野手転向を申し出て活躍を見せることになる。古葉は大洋監督時代について、「3年間大洋のユニホームを着ましたが、チームを変えるにはやはり5年は必要だと痛感しました」と振り返っている。
大洋の監督を退任後の1990年、社団法人少年軟式野球国際交流協会理事長に就任。1993年から東海テレビ放送（ローカル放送）・東海ラジオ放送・三重テレビ放送野球解説者、東京中日スポーツ野球評論家として活動（2007年まで）。1999年には野球殿堂入りし、プロ野球マスターズリーグ「札幌アンビシャス」監督も務めた。1995年オフには、鈴木啓示の後任として、近鉄バファローズの監督候補に挙がったが、近鉄本社が球団OBを希望したことにより、実現せずに、佐々木恭介が就任した。1996年千葉ロッテマリーンズのGMだった広岡達朗から「ウチに来ないか？」と誘われたが広岡解任で流されてしまった。2003年には広島市長選、2004年には自民党より比例代表で第20回参議院議員通常選挙に出馬したが、いずれも落選した。2003年の市長選で古葉の選対事務局長を務めた人物が、対立候補であった秋葉忠利の当選を妨害する目的で嘘を書いた中傷ビラを配布し、公職選挙法違反で逮捕された。2006年、NPO法人全国社会福祉事業援助協会の理事会長に就任した。
2007年から東京国際大学監督に就任することが決まったが、札幌アンビシャスでの活動がプロ活動とみなされ、2年経過しなければアマチュア登録をすることができなかった。そのため、当初は古葉の三男の古葉隆明が監督に就任し、古葉は自らはアドバイザーとしてベンチ入りはしない指導者となった。2008年4月より正式に監督就任。2011年5月31日、東京新大学野球春季リーグ戦で初優勝を果たし、6月の全日本大学野球選手権大会では伊藤和雄投手を擁して首都大学野球連盟所属の古豪日体大に1回の1点を守り切りスコア1-0の辛勝で逃げ切りベスト4に進んだ。しかし、準決勝では江藤の実弟でもある江藤省三率いる慶應義塾大学との「プロ出身監督対決」にスコア4-6にて敗れた。
2021年11月12日、心不全のため東京都内の病院で死去した。85歳没。

## 選手としての特徴
出塁した際、投手の牽制球で刺されることは最大の恥として投手の癖や牽制の速さなどを観察してノートに書き込んでいた。また、リードをギリギリまで広く取って頭からの帰塁を心がけた。

## 人物
古葉はマスコミやファンに対しては温厚な姿勢だったが、いざという時の腹は相当据わっており、先述の江本の件にもあるように怒らせると本当に怖かったという。なお、選手に対しては鉄拳制裁を辞さない厳しい指導をしたことで有名である。これは、古葉の孫に対しても同じで「鉄拳を見舞ったこともあった」と自ら明かしている。山本浩二は「自分と衣笠には何も言わなかった。古葉監督というのはグラウンドでは気が短く怒りっぽい人で我々より後輩には結構怒っていた。慶彦とか山崎とか若手には鉄拳制裁がしょっちゅうあった。でも。我々には対しては無言のゲキというのかな。」、達川は「私も相手に3ランホームラン打たれた後レガースの上から蹴られました。その時古葉さん足の親指を骨折したらしいですよ。次の日、監督はウォーキングしてなかったんです。田中尊総合コーチが来て「なんでか分かるか。きのうお前蹴った時に骨折したんだよ。タツな、あんまり監督を怒らすなよ。」と監督も命懸けですよね。やっぱり勉強しなきゃいけないと思うようになりました。体も小さいし、何も特徴がなかった人間がプロで15年できたのも若いうちに鍛えてもらったおかげです。」、高橋は「よう蹴られたよ。「古葉スマイル」って嘘だよ。怖い、怖い。試合中でも蹴られたよ。でも叱られる事はありがたい。古葉さんとカープが全てだったよ。僕の野球人生、カープを出た時点で終わっているからね。自分でもそう思っている。日本一になれたのも、盗塁王になれたのも古葉さんのおかげ。古葉さんがいたからだよ。」、長嶋は「僕は古葉監督の下で野球やれたからこんなに長く野球をやれた。引退してからも指導者になれた。古葉監督には感謝しかありません。」と述べている。
野球の采配でも終盤3,4点差で、勝利が濃厚になってもさらに点を取りに行くなど厳しい姿勢を見せていた。例えば、衣笠祥雄が三宅秀史の持つ連続フルイニング出場記録（700試合・当時）にあと22試合と迫っていることを知っていながら、極度の不振を理由に衣笠をスターティングメンバーから外したり（江夏豊の著書によれば、この時の衣笠は大変な荒れ様だったという。）、1979年の日本シリーズ第7戦では9回裏、リリーフエースの江夏が無死満塁のピンチを迎えた時に北別府や池谷に投球練習を始めさせる（この様子が目に入ったマウンド上の江夏は、「マウンドにグラブを叩きつけて降りてやりたかった」というほどプライドを傷つけられた。）など妥協を許さない采配が特徴だった。山本は「一方で古葉監督が延長戦の事を考えてブルペンで池谷、北別府を用意させたのは当たり前のことですよ。そこは江夏のプライドがあったのかも分らんけど当時はまだブルペンがグラウンドがあってその様子が目に入ったから江夏が気分を害しただけ」と述べている。
ただし、タイトル争いで温情を見せたこともある。山本浩二（広島）と井上弘昭（中日）が首位打者のタイトルを争った1975年の広島vs中日最終戦、古葉は9毛差で打率1位の山本を欠場させ、一方故意四球（敬遠）を予想した中日側は井上を先発から外し、勝負せざるを得ない満塁の場面で代打として起用した。しかし、古葉はこの場面で井上への故意四球を指示。この結果、山本がタイトルを獲得した。これが古葉の公式戦初の「タイトル争いのための、満塁での故意四球」となった。
ベンチの端から、忍者のように体半分を出したり隠れたりする癖が有名である。その事を、やくみつるやいしいひさいちや河合じゅんじなどの描いた野球漫画でよくネタにされた。古葉自身に言わせると、あそこが一番グラウンド全体が見渡せるとの事で、古葉のこのスタイルは師匠である濃人渉の影響という（ただし、初優勝時の1975年は三塁コーチスボックスに立ち陣頭指揮を執っていた。なお、古葉の監督時代より遡ると、藤本定義、鶴岡一人、三原脩、水原茂など名監督と呼ばれた監督で自ら三塁コーチスボックスに立っていた者は多い。川上哲治も後期はベンチにいたが、監督初期、長嶋茂雄の引退試合の後半、一塁コーチスボックスに立っていた）。また南海のコーチ時代、攻撃時の三塁コーチはドン・ブレイザー、一塁コーチを古葉が務めていたがそう言った縁もあり、1978年に南海を退団したブレイザーを古葉は広島にコーチとして招聘、一年間ヘッドコーチを務めていた。
座右の銘は「耐えて勝つ」。同題の著書もある。しかし、大洋監督時代は成績の悪さから「勝つまで耐える」と揶揄されたりもした。
大洋監督時代は成績不振に苦しみ、監督3年目の1989年で退任する事となる。同年のシーズン最終戦を勝利で終え、大洋の選手達から胴上げされる所を古葉は「あれは勝ってからするもんだ」と胴上げを拒否している。この3年間について、高橋慶彦と大野豊は、古葉が目指す野球と大洋の野球が合わなかったのではないかと考え、高木豊は外様監督なので遠慮があったのではないかと振り返っている。かつて古葉の下でプレーしていた齊藤明雄によると、会った時に「大洋では、出来ると思っていたことが出来なかったなあ」と話していたという。
広島監督時代は勝利の験を担ぐために、広島市民球場の近くの喫茶店「マリーナ」（2012年閉店）で玉子カレーを食べていた。
広島原爆の日に日本テレビ系『ズームイン!!朝!』の「朝の詩（ポエム）」に出演し、峠三吉の『序』（にんげんをかえせ）を朗読したことがある。
選手の仲人を10人以上務めている。当初は池谷公二郎以外の仲人を唯一の例外として「選手に情が移る、と周りから思われる」ことを理由に断り続けてきたが、1985年の高橋慶彦・川口和久・長嶋清幸ら主力に育てた若手の結婚ラッシュのときは「監督しかいない」と頼まれ、そのほぼ全員の仲人を務めることになった。
弟の古葉福生は広島県北川工業高等学校（現：広島県立府中東高等学校）の野球部の監督を務めていた。その教え子には伊原春樹がいて、伊原は著書の中で最初の恩人と記している。
古葉の広島の現役時代の同僚で、監督として1975年・1984年の日本シリーズで対決した上田利治は古葉のことを「厳しさと優しさを持ったいい監督」と語っている。

## 詳細情報

### 年度別打撃成績
| 年 度      | 球 団      | 試 合 | 打 席 | 打 数 | 得 点 | 安 打 | 二 塁 打 | 三 塁 打 | 本 塁 打 | 塁 打 | 打 点 | 盗 塁 | 盗 塁 死 | 犠 打 | 犠 飛 | 四 球 | 敬 遠 | 死 球 | 三 振 | 併 殺 打 | 打 率 | 出 塁 率 | 長 打 率 | O P S |
| ---------- | ---------- | ----- | ----- | ----- | ----- | ----- | -------- | -------- | -------- | ----- | ----- | ----- | -------- | ----- | ----- | ----- | ----- | ----- | ----- | -------- | ----- | -------- | -------- | ----- |
| 1958       | 広島       | 88    | 368   | 340   | 35    | 76    | 8        | 2        | 5        | 103   | 18    | 8     | 5        | 7     | 0     | 21    | 0     | 0     | 36    | 3        | .224  | .269     | .303     | .572  |
| 1959       | 広島       | 117   | 502   | 462   | 45    | 106   | 18       | 4        | 4        | 144   | 31    | 8     | 10       | 7     | 0     | 31    | 0     | 2     | 40    | 7        | .229  | .281     | .312     | .592  |
| 1960       | 広島       | 119   | 490   | 442   | 35    | 118   | 8        | 2        | 2        | 136   | 22    | 18    | 8        | 14    | 3     | 30    | 1     | 1     | 30    | 7        | .267  | .315     | .308     | .623  |
| 1961       | 広島       | 120   | 498   | 444   | 52    | 127   | 21       | 2        | 5        | 167   | 34    | 7     | 3        | 12    | 5     | 35    | 2     | 2     | 20    | 11       | .286  | .341     | .376     | .717  |
| 1962       | 広島       | 120   | 439   | 400   | 40    | 97    | 9        | 0        | 3        | 115   | 28    | 12    | 6        | 6     | 1     | 28    | 0     | 4     | 33    | 9        | .243  | .299     | .288     | .586  |
| 1963       | 広島       | 116   | 512   | 463   | 83    | 157   | 24       | 1        | 7        | 204   | 37    | 32    | 8        | 9     | 6     | 30    | 2     | 4     | 29    | 11       | .339  | .384     | .441     | .825  |
| 1964       | 広島       | 120   | 524   | 476   | 44    | 104   | 10       | 2        | 2        | 124   | 25    | 57    | 18       | 9     | 3     | 35    | 2     | 1     | 51    | 12       | .218  | .273     | .261     | .534  |
| 1965       | 広島       | 133   | 540   | 491   | 52    | 131   | 13       | 4        | 4        | 164   | 26    | 38    | 21       | 14    | 1     | 33    | 0     | 1     | 51    | 7        | .267  | .314     | .334     | .648  |
| 1966       | 広島       | 135   | 576   | 527   | 58    | 130   | 16       | 6        | 3        | 167   | 39    | 15    | 16       | 9     | 3     | 36    | 1     | 1     | 26    | 7        | .247  | .296     | .317     | .613  |
| 1967       | 広島       | 118   | 479   | 453   | 52    | 107   | 15       | 2        | 2        | 132   | 20    | 19    | 10       | 1     | 1     | 24    | 2     | 0     | 28    | 10       | .236  | .275     | .291     | .566  |
| 1968       | 広島       | 116   | 458   | 412   | 53    | 92    | 16       | 0        | 4        | 120   | 20    | 39    | 10       | 7     | 1     | 35    | 1     | 3     | 47    | 6        | .223  | .289     | .291     | .580  |
| 1969       | 広島       | 68    | 251   | 232   | 22    | 49    | 8        | 0        | 2        | 63    | 13    | 7     | 2        | 2     | 2     | 15    | 0     | 0     | 30    | 6        | .211  | .259     | .272     | .531  |
| 1970       | 南海       | 83    | 255   | 234   | 22    | 64    | 10       | 0        | 1        | 77    | 12    | 3     | 1        | 2     | 2     | 17    | 1     | 0     | 18    | 2        | .274  | .323     | .329     | .652  |
| 1971       | 南海       | 48    | 53    | 51    | 0     | 11    | 2        | 0        | 0        | 13    | 9     | 0     | 0        | 0     | 0     | 2     | 0     | 0     | 8     | 0        | .216  | .245     | .255     | .500  |
| 通算：14年 | 通算：14年 | 1501  | 5945  | 5427  | 593   | 1369  | 178      | 25       | 44       | 1729  | 334   | 263   | 118      | 99    | 28    | 372   | 12    | 19    | 447   | 98       | .252  | .303     | .319     | .621  |

- 各年度の太字はリーグ最高

### 年度別監督成績
| 年度       | 年度       | チーム     | 順位       | 試合 | 勝利 | 敗戦 | 引分 | 勝率 | チーム 本塁打          | チーム 打率            | チーム 防御率          | 年齢                   |
| ---------- | ---------- | ---------- | ---------- | ---- | ---- | ---- | ---- | ---- | ---------------------- | ---------------------- | ---------------------- | ---------------------- |
| 1975年     | 昭和50年   | 広島       | 1位        | 130  | 72   | 47   | 11   | .605 | 131                    | .256                   | 2.96                   | 39歳                   |
| 1976年     | 昭和51年   | 広島       | 3位        | 130  | 61   | 58   | 11   | .513 | 169                    | .270                   | 4.02                   | 40歳                   |
| 1977年     | 昭和52年   | 広島       | 5位        | 130  | 51   | 67   | 12   | .432 | 163                    | .268                   | 4.83                   | 41歳                   |
| 1978年     | 昭和53年   | 広島       | 3位        | 130  | 62   | 50   | 18   | .554 | 205                    | .284                   | 4.38                   | 42歳                   |
| 1979年     | 昭和54年   | 広島       | 1位        | 130  | 67   | 50   | 13   | .573 | 172                    | .257                   | 3.74                   | 43歳                   |
| 1980年     | 昭和55年   | 広島       | 1位        | 130  | 73   | 44   | 13   | .624 | 161                    | .263                   | 3.37                   | 44歳                   |
| 1981年     | 昭和56年   | 広島       | 2位        | 130  | 67   | 54   | 9    | .554 | 181                    | .274                   | 3.66                   | 45歳                   |
| 1982年     | 昭和57年   | 広島       | 4位        | 130  | 59   | 58   | 13   | .504 | 139                    | .254                   | 3.30                   | 46歳                   |
| 1983年     | 昭和58年   | 広島       | 2位        | 130  | 65   | 55   | 10   | .542 | 164                    | .269                   | 3.65                   | 47歳                   |
| 1984年     | 昭和59年   | 広島       | 1位        | 130  | 75   | 45   | 10   | .625 | 167                    | .274                   | 3.37                   | 48歳                   |
| 1985年     | 昭和60年   | 広島       | 2位        | 130  | 68   | 57   | 5    | .544 | 160                    | .271                   | 4.13                   | 49歳                   |
| 1987年     | 昭和62年   | 大洋       | 5位        | 130  | 56   | 68   | 6    | .452 | 113                    | .259                   | 4.26                   | 51歳                   |
| 1988年     | 昭和63年   | 大洋       | 4位        | 130  | 59   | 67   | 4    | .468 | 85                     | .276                   | 3.93                   | 52歳                   |
| 1989年     | 平成元年   | 大洋       | 6位        | 130  | 47   | 80   | 3    | .370 | 74                     | .260                   | 4.07                   | 53歳                   |
| 通算：14年 | 通算：14年 | 通算：14年 | 通算：14年 | 1801 | 873  | 791  | 137  | .525 | Aクラス9回、Bクラス5回 | Aクラス9回、Bクラス5回 | Aクラス9回、Bクラス5回 | Aクラス9回、Bクラス5回 |

- ※1 太字は日本一
- ※2 1975年から1996年までは130試合制
- ※3 1975年は5月4日からシーズン終了まで指揮。

### タイトル
- 盗塁王：2回 （1964年、1968年）

### 表彰
- ベストナイン：1回 （1963年）
- 野球殿堂競技者表彰（1999年）
- オールスターゲームMVP：2回 （1963年 第3戦、1966年 第3戦）
- 正力松太郎賞 （1980年）※監督として表彰

### 記録
節目の記録
- 1000試合出場：1966年7月23日、対産経アトムズ戦 ※史上112人目（河合保彦と同日達成）

その他の記録
- オールスターゲーム出場：3回 （1963年、1964年、1966年）

### 背番号
- 29 （1958年）
- 1 （1959年 - 1971年）
- 71 （1972年 - 1973年）
- 72 （1974年 - 1985年）
- 81 （1987年 - 1989年）

### 登録名
- 古葉 毅 （こば たけし、1958年 - 1963年）
- 古葉 竹識 （こば たけし、1964年 - 1989年）

## 関連情報

### 過去の出演番組
- 東海ラジオ ガッツナイター（東海ラジオ）

東京国際大監督就任に際して、プロ活動とみなされる関係上この番組への出演は取り止めることとなったが、2009年4月10日の広島対中日戦の放送ではマツダスタジアムのこけら落としの試合だったこともあり、事前録音ではあるが広島監督時代の思い出を電話を通じて語っていた。
- NHK紅白歌合戦（NHK総合・ラジオ第1）
  - 第26回（1975年12月31日） - 審査員
  - 第30回（1979年12月31日） - 審査員

### 関連番組
- 名将 古葉竹識 〜1979.10.6 赤ヘル軍団のあの日〜（2021年12月28日、広島テレビ放送）出演：山本浩二・高橋慶彦・江夏豊・池谷公二郎 ／ 古葉隆明（古葉竹識の三男）[65]

### 著書
- 『耐えて勝つ』（1975年、講談社）
- 『決断に悔いなし』（1996年、熊本日日新聞社）
- 『耐えて勝つシンキング・ベースボール―赤ヘル軍団を率いた名将の大学野球改革』（2011年10月、ベースボール・マガジン社）